# Cloud Cult
I Cloud Cult sono un gruppo musicale indie sperimentale statunitense nato nel 1995 a Duluth nel Minnesota, il cui leader e frontman è il cantante e cantautore Craig Minowa.
Il nome della band deriva da un'antica profezia della popolazione indigena amerinda degli Hopi.
Gli attuali membri della band sono il cantante e chitarrista Craig Minowa, il bassista e trombonista Shawn Neary, la tastierista, trombettista e cornista Sarah Elhardt-Perbix, la violinista Shannon Frid-Rubin, il violoncellista Daniel Zamzow, il batterista Jeremy Harvey e gli artisti visuali Connie Minowa e Scott West, quest'ultimo anche trombettista.

## Membri attuali
- Craig Minowa - voce / chitarra
- Jeremy Harvey - batteria
- Shawn Neary - basso / trombone
- Sarah Elhardt-Perbix - tastiera / corno / tromba
- Shannon Frid-Rubin - violino
- Daniel Zamzow - violoncello
- Connie Minowa - arte visuale
- Scott West - arte visuale / tromba

## Membri passati
- Sarah Young - violoncello
- Adrian Grote/Young - manager
- Martin Begue
- Eduardo Vaz - tamburo
- Mara Stemm - basso
- Matthew Freed - basso
- Dan Greenwood - batteria
- Arlen Peiffer - batteria

## Discografia

### EP
- Running With the Wolves (2010, Earthology/The Rebel Group)

### LP
- The Shade Project (1994, autoprodotto)
- Who Killed Puck? (2001, Earthology/The Orchard)
- Lost Songs from the Lost Years (2002, Earthology/The Orchard)
- They Live on the Sun (2003, Earthology/The Orchard)
- Aurora Borealis (2004, Earthology)
- Advice from the Happy Hippopotamus (2005, Earthology/Baria)
- The Meaning of 8 (2007, Earthology)
- Feel Good Ghosts (Tea-Partying Through Tornadoes) (2008, Earthology)
- Lost Songs from the Lost Years [Limited Re-Release] (2009, Earthology)
- Light Chasers (Settembre 2010, Earthology)
- Love (Marzo 2013, Earthology)
- Unplug (Aprile 2014, Earthology)
- The Seeker (Febbraio 2016, Earthology)

### Compilation
- Think Out Loud: Music Serving The Homeless In The Twin Cities (2010, Ezekiel Records & Creative Group)
- Minnesota Beatle Project, Vol. 3 (2011, Vega Productions)
- MN Music 4 MN Kids: A Benefit For Children's Hospitals And Clinics Of Minnesota, Vol. 1 (2011, Children's Health Care Foundation)

### Best Of, Live, Remix
- On Live at KEXP, Volume III (2007, KEXP) contiene una versione live di Mr. Tambourine Man. Una registrazione in studio del medesimo brano si trova in Duluth Does Dylan Revisited, una compilation di cover di brani di Bob Dylan edito nel 2006 dalla Spinout Records. Quest'ultima registrazione è presente anche nell'album. uscito nel 2009, Lost Songs from the Lost Year e nell'EP del 2010, Running with the Wolves.
- On Live Current Volume 3 (2007, Minnesota Public Radio) contiene una registrazione live del brano Pretty Voice, che è anche reperibile sul canale YouTube di 89.3 The Current.

### Film
- No One Said It Would Be Easy - A Film About Cloud Cult (2009)